# New Site, Alabama
New Site là một thị trấn thuộc quận Tallapoosa, tiểu bang Alabama, Hoa Kỳ. Dân số năm 2009 là 837 người, mật độ đạt 33 người/km².